# Barn (enhed)
 For alternative betydninger, se Barn (flertydig). (Se også artikler, som begynder med Barn)
Inden for kerne- og partikelfysik er barn (forkortet b) en måleenhed for areal. Den er defineret ved
1 b = 10-28 m²
Udtrykt i kvadratfemtometer (se SI-præfiks) bliver det
1 b = 100 fm²
Enheden benyttes mest til at angive reaktionstværsnit for kerneprocesser. Navnet menes at komme fra det engelske ord for en lade idet visse overraskende store tværsnit i kernefysikkens ungdom blev beskrevet som værende "så store som en ladeport".